# برافوسيراتوبس
البراڤوسيراتوپس (Bravoceratops) هو جنس من الديناصورات السيراتوپية عاش منذ نحو 70 مليون سنة في فترة الطباشيري المتأخر في ما هي الآن تكساس.

## الاكتشاف والتسمية
لا يُعرف برافوسيراتوبس إلا من خلال عينة النمط الثلاثي TMM 46015-1؛ وهي محفوظة في مجموعة متحف تكساس التذكاري في أوستن، تكساس. تتكون الجمجمة من عدد من الشظايا، تشمل: القحف، وأجزاء من كل قرن حاجبي، والطرف الخلفي من محجر العين الأيسر، وأجزاء متفرقة من منطقة الأنف والقرن، والعضلات الوجنية والمربعة والعضلات الوجنية المربعة من كل جانب، وجزء من العضلات الجدارية والفوق جدارية، وأجزاء متعددة من العضلة السنخية، وبعض العضلات الحرشفية اليمنى. استُخرجت من أدنى صخور تكوين جافيلينا في منتزه بيج بيند الوطني؛ وتُعدّ أحافير السيراتوبسيد نادرة في هذا التكوين، مما يُعطي اكتشاف برافوسيراتوبس أهمية في توضيح تنوع المجموعات. عُثر على العينة في رواسب رملية متكتلة في موقع هيبي ووك الجيولوجي. وتظهر علامات التعرية في شظايا العظام الأكبر حجمًا، والتي عُثر عليها مُبعثرة على مساحة عشرة أمتار مربعة؛ ويُعتقد أن الموقع كان رواسب متأخرة لنهر، ولم ينجُ من الحفظ سوى معظم أطرافه المتينة. يُعتقد أن هذا الحيوان عاش خلال أواخر العصر الكامباني أو أوائل العصر الماستريخي من العصر الطباشيري، أي قبل حوالي 70 مليون سنة.
اسم الجنس يعني "الوجه ذو القرن البري"، وهو مشتق من الاسم المكسيكي لنهر ريو غراندي، "ريو برافو ديل نورتي" (نهر الشمال البري)، والكلمة اليونانية "keras" (κέρας) التي تعني "القرن" و"ops" (ὤψ) التي تُشير إلى "الوجه". وصف هذا الجنس وأطلق عليه "ستيفن ل. ويك" و "توماس م. ليمان" اسمًا عام ٢٠١٣، والنوع النموذجي هو برافوسيراتوبس بوليفيموس.

## الوصف

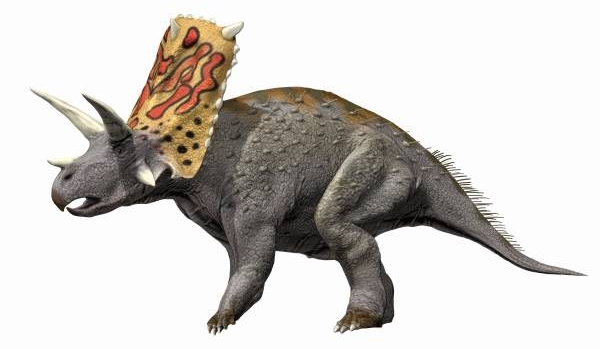
إعادة بناء حياة تُظهر القرن الأوسط المُقترح في الأصل أعلى الكشكشة، والذي قد يكون غير دقيق

اقتُرح في الأصل نوعان من التماثل الذاتي . أولًا، يمتد الشريط الأوسط الجداري (الذي يمتد على طول منتصف الكشكشة بين ثقوبه الكبيرة) عند منتصف الطول إلى الخلف بشكل مروحة، وحافته الخلفية غير مُسننة . ثانيًا، السطح العلوي للشريط، عند خط الوسط، مُجوف بواسطة انخفاض مُتناظر. هذا التجويف على شكل تمزق مُقلوب هو ما أدى إلى تسميته بهذا الاسم ، إذ يُشبه العين الوحيدة لحيوان سايكلوب، ومن هنا جاءت الإشارة إلى بوليفيموس. افترض الباحثون أنه شكل قاعدة لقرن صغير أو قرن فوق جداري غير محفوظ في الأحفورة. في عام 2020، اقترح عالمي الحفريات "دنفر دبليو فاولر" و "إليزابيث أ. فريدمان فاولر" أن الشريط الأوسط الجداري للعينة قد أعيد بناؤه رأسًا على عقب، وأن الجنس لم يكن لديه أي سمات مميزة بين الكازموسصرينات، مما يجعله اسم مشكوك فيه، أو جنسًا مرحلي غير صالح. على عكس "فاولر وفريدمان-فولوير"، عالج "سيباستيان جي. دالمان" وزملاؤه، في ورقة بحثية عام 2021 بتسمية الجنس ذي الصلة سييراسيراتوبس، برافوسيراتوبس على أنه صالح، مشيرين إلى كل من السمات المميزة وتلك الفريدة له ولـ سييراسيراتوبس. يوجد شفة أمام عظام قالب:Dinogloss بالقرب من عظام قالب:Dinogloss، كبيرة كما هو الحال في سييراسيراتوبس بينما صغيرة أو غير موجودة في التشازموصورات الأخرى. يكون القرن الصغير الموجود على الأذرع الوداجية أطول في الطول وحادًا عند طرفه، كما هو الحال في سييراسيراتوبس وعلى عكس التشازموصورات المشتقة الأخرى. يكون قرنا الحاجب مضغوطين، حيث يكونان أطول من العرض وليس مخروطي الشكل، وهي سمة مشتركة مع سييراسيراتوبس وJudiceratops المرتبط به عن بعد. المقطع العرضي للشريط السفلي من شريطه الجداري له شكل حرف D مشترك مع سييراتوسيراتوبس ومماثل ولكن ليس مطابقًا لشكل كواهويلاسيراتوبس، ولكن على عكس الكازموصورينات الأخرى. يمكن تمييز برافوسيراتوبس عن Coahuilaceratops في عدم وجود قرون حاجب ضخمة؛ يمكن تمييزه عن سييراسيراتوبس من خلال وجود قرون حاجب أكبر وقرن علوي أصغر.

## اقرأ أيضا
- كواهويلاسيراتوبس
- سييراسيراتوبس